# Biblioteca Virtual Miguel de Cervantes
La Biblioteca Virtual Miguel de Cervantes es una biblioteca española que reúne obras hispánicas en Internet. Tiene como objetivo principal la difusión de la cultura hispánica.
Fue creada en 1999 por iniciativa de la Universidad de Alicante y con el patrocinio del Banco Santander y la Fundación Marcelino Botín. Actualmente está gestionada por una fundación que preside Mario Vargas Llosa. La idea original del proyecto la concibió Andrés Pedreño Muñoz, rector de la Universidad de Alicante en ese momento, inspirada en el concepto de biblioteca digital de algunas universidades estadounidenses. Él fue quien presentó a Emilio Botín, Presidente del Banco Santander un proyecto pionero en digitalización de obras de referencia hispanas, algo que desde primer momento entusiasmó al máximo responsable del Santander y le dio su respaldo.
Un consejo científico, dirigido por Darío Villanueva, avala el rigor de la biblioteca.
En 2011, su catálogo tenía 198.000 registros bibliográficos, de los cuales unos 60.000 eran libros, aunque también ofrece estudios críticos y de investigación, materiales históricos, periódicos y revistas, audiovisuales, archivos sonoros, vídeos en lengua de signos española, etc. Se trata principalmente de obras antiguas, pertenecientes al dominio público, pero también de obras actuales de jóvenes autores como Itziar Pascual, Mariam Budia o Carles Batlle, entre otros, incluidas en el portal de Autores de Teatro. En 2022, cuenta con un catálogo de 319.953 registros bibliográficos.
La Biblioteca Virtual Miguel de Cervantes es una herramienta para el aprendizaje de las humanidades y ofrece una gran variedad de contenidos y recursos educativos dirigidos a la comunidad universitaria y escolar. Además, reúne un importante catálogo de materiales, algunos recuperados o difíciles de encontrar (revistas, entrevistas, fragmentos de montajes teatrales, aproximaciones bibliográficas a distintos autores...), que son un complemento para el fomento de la lectura y la enseñanza de la literatura y el castellano en las aulas.
La vocación humanística de la biblioteca se vincula con el progreso tecnológico al presentar una amplia variedad de recursos digitales: libros en versión facsimilar, ediciones en texto digital, vídeo, audio, imágenes gráficas, producciones multimedia, periódicos y revistas. Ofrece contenidos con el máximo rigor científico y en las mejores condiciones técnicas para el usuario.
Es un centro de investigación presente en los principales foros internacionales sobre edición y publicación digital. Un equipo interdisciplinario de informáticos y filólogos desarrolla buscadores especializados y herramientas lingüísticas.
Está presente en Facebook, YouTube y tiene un blog, al cual nos conduce la sección de Actualidad de actividades de la Fundación, de noticias culturales relevantes y la sección de Novedades con las incorporaciones más recientes a la biblioteca digital.

## Áreas
El catálogo de libre acceso se estructura en diversas áreas con distintos portales temáticos. El buscador permite búsquedas simples por título, autor o materia, o búsquedas avanzadas, con otras estrategias de búsqueda combinando términos.
Se facilita una cuenta de correo electrónico que permite al usuario interactuar con los bibliotecarios, plantear dudas sobre servicios y fondos, y hacer propuestas y sugerencias para la mejora e incremento de los mismos. Debido a su modelo de gestión público-privada, determinados servicios son de pago.
Tiene especial interés la hemeroteca, a cuyos documentos se accede en formato HTML o PDF. En el catálogo de artículos las búsquedas se realizan alfabéticamente por autores y títulos. 

### Literatura española
El portal de Literatura española está dirigido por el doctor Enrique Rubio Cremades, de la Universidad de Alicante, y recoge las principales obras de literatura española. En el fondo de esta biblioteca digital destaca la Biblioteca de Autor Miguel de Cervantes Saavedra, página de referencia en la Red sobre la vida y obra del escritor de Alcalá.
La Historia, materia relevante dentro de la biblioteca, protagoniza portales como los dedicados a las constituciones hispanoamericanas y a personajes históricos como Carlos V, Isabel I, Colón, Simón Bolívar, Francisco de Miranda, Palafox y Mendoza y monseñor Óscar Arnulfo Romero, o a la historia y la arqueología de las civilizaciones, como Antigua. La lengua española cuenta, así mismo, con una sección propia en la que el usuario puede consultar estudios filológicos, tratados sobre el origen de la lengua, gramáticas, ortografías, retóricas, poéticas e investigaciones y materiales sobre lexicografía, terminología, fraseología y pragmática.

### Biblioteca Americana

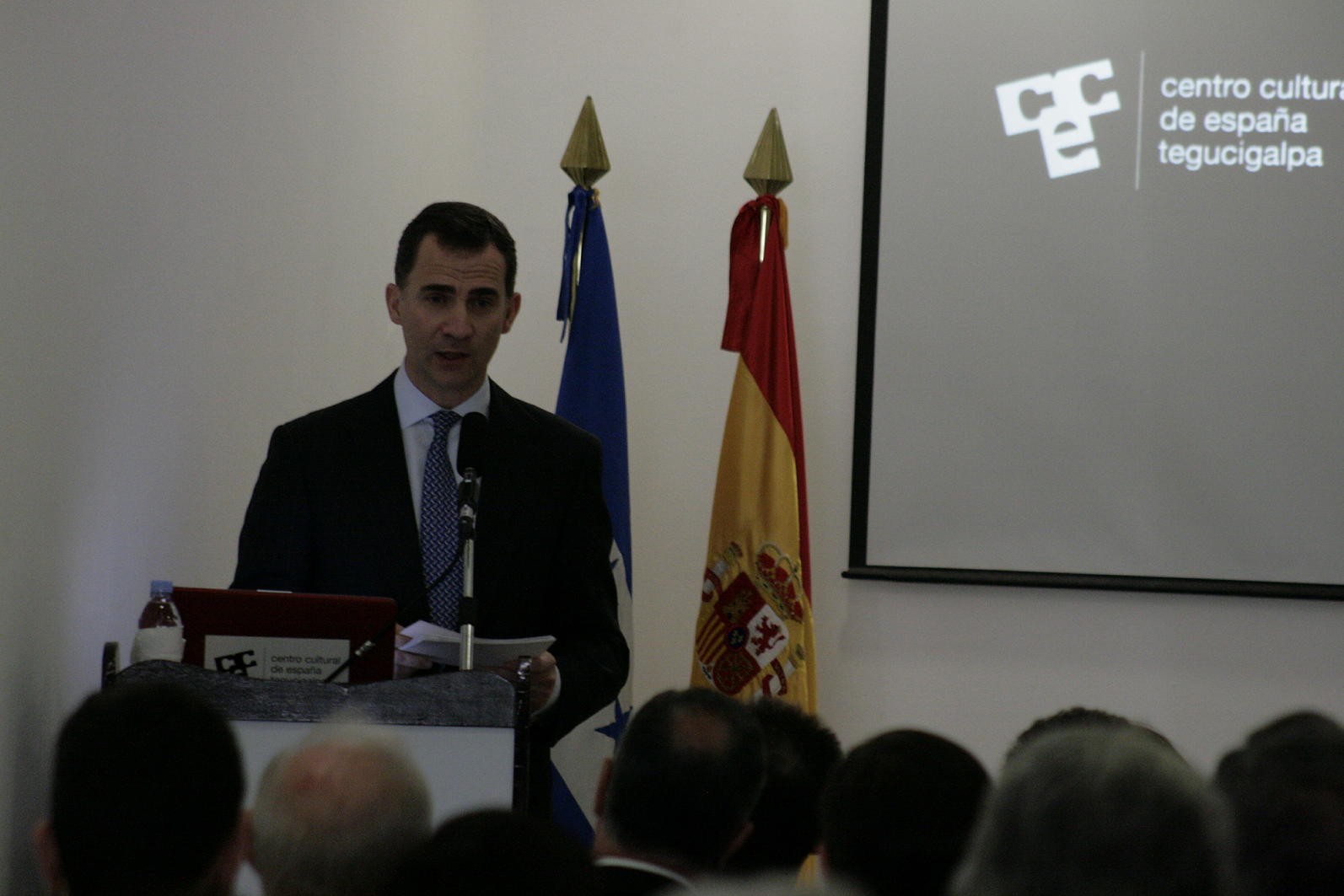
El Príncipe de Asturias en el Centro Cultural de España en Tegucigalpa durante la presentación de la Biblioteca Centroamericana.

La Biblioteca Americana está dirigida por la doctora Beatriz Aracil Varón, de la Universidad de Alicante, y cuenta con numerosos fondos digitalizados de producciones hispanoamericanas. También, la riqueza de lenguas de la América hispana está presente en este portal ya que, si bien cuenta con una mayoría de textos en español, presenta obras en otros idiomas como portugués, mapudungún, quechua, guaraní, etc.
Las bibliotecas nacionales de Argentina, Brasil, Chile, México, Venezuela, Perú, la Academia Argentina de Letras, el Colegio de México, las fundaciones Neruda (Chile) y la Nicolás Guillén (Cuba), así como distintas universidades, son instituciones americanas de referencia con las que la Biblioteca mantiene convenios de cooperación intercultural. Así, ofrece contenidos representativos de diez países americanos: Perú, México, Argentina, Brasil, Cuba, Chile, Paraguay, Venezuela, Estados Unidos y Ecuador.
El 12 de enero de 2012 se oficializó en un acto presidido por el Príncipe de Asturias en el Centro Cultural de España en Tegucigalpa la creación de la Biblioteca Virtual Centroamericana.

### Biblioteca Joan Lluís Vives
La Biblioteca Joan Lluís Vives es el resultado del convenio firmado entre la Biblioteca Virtual Miguel de Cervantes y la Red de Universidades Instituto Joan Lluís Vives. Está dirigida por Llúcia Martín Pascual, de la Universidad de Alicante. Esta biblioteca, el equivalente en lengua catalana a la Biblioteca Virtual Miguel de Cervantes, cuenta con fondos de literatura catalana medieval y contemporánea.

### Biblioteca das Letras Galegas
En el portal de la Biblioteca das Letras Galegas se recogen obras en lengua gallega y está dirigido por el doctor Anxo Tarrío Varela, de la Universidad de Santiago de Compostela.

### Biblioteca de signos
Está orientada a colectivos con discapacidades auditivas y cuenta con una fonoteca para personas con discapacidades visuales. Está dirigida por Rubén Nogueira Fos. Incluye desde material bibliográfico explicado en lengua de signos sobre la historia de la educación de las personas sordas en España, hasta las investigaciones más actuales sobre lengua de signos y el desarrollo del bilingüismo.

### Biblioteca de literatura infantil y juvenil
La producción literaria infantil y juvenil, tanto de España como de América Latina, se encuentra recogida en este portal, bajo la dirección de Ramón Llorens García.

### Biblioteca Africana
El portal de la Biblioteca Africana se inauguró en mayo de 2011 y está dirigido por la doctora Josefina Bueno Alonso, de la Universidad de Alicante. Este portal es fruto del proyecto de I+D «Literaturas africanas en español: mediación literaria y hospitalidad poética desde los 90», financiado por el Ministerio de Ciencia e Innovación del Gobierno de España.
Este portal surge debido a la necesidad de dar cabida a las letras hispanoafricanas en el conjunto de la producción hispánica. Este proyecto pionero de la Biblioteca Africana supone un paso en la visibilización y en la difusión de la literatura africana escrita en castellano desde territorios como Guinea Ecuatorial, Marruecos o el Sáhara Occidental, debido al antiguo pasado colonial español. También se recogen las producciones de otros escritores africanos que asumen el castellano como lengua artística desde lugares que no fueron colonias españolas, como Camerún o Senegal. Igualmente se incorporan las obras de aquellos escritores de origen africano que escriben desde España, en cualquiera de los idiomas oficiales del país (castellano, catalán, gallego o vasco). También se incluyen documentos y estudios que ayudan a la contextualización de esta producción, debido al incipiente interés académico y al gran desconocimiento que se tiene sobre la literatura hispanoafricana.
Este corpus literario se encuentra dividido en tres grandes bloques geográficos, estudiados y editados por Dulcinea Tomás Cámara (corpus subsahariano), Isabel Álvarez Fernández (corpus saharaui) y Enrique Lomas López (corpus magrebí), investigadores de la Universidad de Alicante.

### Biblioteca de Traducciones Hispanoamericanas
Este sitio incluye una selección de obras de traductores hispanoamericanos: el Inca Garcilaso de la Vega, Andrés Bello, Jorge Luis Borges, Bartolomé Mitre, las primeras versiones en español de obras de autores extranjeros en Hispanoamérica, entre otros.

## Premios y distinciones
La Biblioteca Virtual Miguel de Cervantes ha recibido varios premios de distintas instituciones. En el año 2013 recibió el premio Stanford Prize for Innovation in Research Libraries (SPIRL) otorgado por Stanford Libraries. En el año 2017 recibió el premio Aporta de red.es por la publicación de su repositorio como datos abiertos y enlazados. En el año 2020 recibió en los BL Labs Awards organizados por la British Library: el primer premio BL Labs Public Awards 2020; segundo premio en la categoría “Teaching and Learning”; y mención especial en la categoría “Community”.

## BVMC Lab
La Biblioteca Virtual Miguel de Cervantes colabora con la International GLAM Labs Community dirigida en sus inicios por la British Library. El objetivo de un Lab es la reutilización de las colecciones digitales de forma innovadora y creativa. Fruto de la participación, la Biblioteca Virtual Miguel de Cervantes ha colaborado en la redacción del libro Open a GLAM Lab  y en su traducción al castellano. La web de la Biblioteca Virtual Miguel de Cervantes cuenta con una sección Lab en la que se pueden consultar herramientas, colecciones de datos con licencias abiertas y publicaciones de investigación en revistas internacionales.

## Críticas
Algunos usuarios han expresado críticas sobre el proyecto, como la imposibilidad de leer las obras con lectores digitales, las restricciones a su difusión o la dificultad para identificar el original a partir del cual se han creado las versiones electrónicas.